# Didymodon andreaeoides
Didymodon andreaeoides là một loài rêu trong họ Pottiaceae. Loài này được Cardot & Broth. mô tả khoa học đầu tiên năm 1923.